# Скрипицын, Валерий Валерьевич
Скрипицын Валерий Валерьевич (19 июля 1799 — 28 мая 1874) — тайный советник, директор Департамента духовных дел иностранных исповеданий Министерства внутренних дел Российской империи (1842—1855 гг.). Считается одним из возможных авторов (наряду с Владимиром Далем) аналитической записки «Разыскание об убиении евреями христианских младенцев и употреблении крови их».

## Биография
В 1817 году начал свою службу в гвардии, а затем, после продолжительной отставки, перешёл в гражданское ведомство. По предложению курского губернатора М. Н. Муравьёва занял место советника в Курском губернском правлении. Когда в 1839 году Муравьёв получил другое назначение, Скрипицын перешёл на службу в Санкт-Петербург, поступив в ведомство обер-прокурора Святейшего Синода, где занимался вопросами воссоединения униатских церквей, в частности принимал участие в деле унии 1839 года.
Впоследствии Скрипицын перешёл в Министерство внутренних дел и был в 1842 году назначен директором Департамента духовных дел иностранных исповеданий (с 26.03.1844 — в чине действительного статского советника, затем — тайный советник); эту должность он занимал до самого конца своей служебной карьеры, прослужив много лет при министрах Л. А. Перовском (1841—1852) и Д. Г. Бибикове (1852—1855), которые удостаивали его особенного доверия. При них деятельность Скрипицына приняла большой размах: он привёл в исполнение целый ряд коренных преобразований по отношению к духовенству и епархиальным администрациям иностранных исповеданий, особенно римско-католического; ввёл употребление русского языка в официальные сношения латинского духовенства не только с центральным правительством, но и между собою, а также выработал устав католических консистории, в котором внутреннюю администрацию и порядок делопроизводства старался согласовать с духом общих государственных установлений и вводил в делопроизводство русский язык.
По мысли Скрипицына управление католическими монашескими орденами в России было вверено местным епархиальным начальствам. Он принимал самое деятельное участие в закрытии тех католических монастырей, в которых не было установленного числа монахов; он же привёл в исполнению секуляризацию церковных имуществ латинского духовенства в пределах Империи, при чем эта секуляризация была выполнена по самой правильной люстрации, и был образован денежный фонд римско-католической церкви в России. По отношению к протестантскому духовенству Скрипицын настоял на введении русского языка в сношения консисторий с министерством и добился урегулирования пасторских доходов в ингерманландских приходах. Такая деятельность Скрипицына создала ему много врагов и недоброжелателей не только в России, но и за границей; в течение многих лет он служил мишенью для европейской журналистики, обвинявшей его в «обскурантизме», в «насилии совести», в «варварском управлении» и т. д.
В 1855 году, вскоре по назначении министром МВД С. С. Ланского, Скрипицын был уволен за неисполнение конкордата с Римом. С этого времени Скрипицын жил постоянно за границей, только изредка приезжая в Россию. Глубоко сочувствуя реформам императора Александра II, он неоднократно помещал в иностранных журналах статьи в их защиту; впоследствии он составил из них небольшой том, который и издал в Париже без имени автора под заглавием: «Melanges politiques et religieux» (в продажу не поступал).
Умер Скрипицын в Париже; его тело было перевезено в Москву и погребено в Донском монастыре.

## Отзывы о личности В.В. Скрипицына
- Осип Пржецлавский (тайный советник, писатель и издатель «Петербургского Еженедельника») так характеризовал В. В. Скрипицына:

[Скрипицын] был олицетворённое самолюбие, воображал себя умнейшим и тончайшим из людей.

[Скрипицын] был человек замечательно умный и замечательно остроумный. Это последнее качество, именно то, что по-французски называется esprit, придаёт собственно разуму (интеллигенции) особенный блеск, но не всегда оказывается полезным его пособником. Популярная поговорка, имеющая всем известное значение, «ум за разум зашёл», могла бы быть пополнена еще более практичными изречением: «ум зашёл за остроумие». Это тот фазис состояния мышления, в котором блеск проявляется в ущерб глубине мысли и который французы определяют, говоря: «les liommes d’esprit sont souvent bêtes» [умные люди бывают часто глупы]. И это вовсе не парадокс. Скрипицын был подвержен такими частными затмениям от прохождения планеты остроумия чрез диск солнца интеллигенции. […] Покойный Скрипицын, при своем природном уме, светском лоске и неглубокой эклектической образованности, не свободен был от главного недостатка в большинстве интеллигенции славян. Он слишком на себя надеялся и думал, что одним умом постигнет и выполнит условия своего положения. Департамент, который был ему вверен, бесспорно самый трудный по части управления. Директор имеет дело с элементами, чуждыми русскому человеку, требующими сведений, который ни в каком учебном заведении не преподаются и которых дать не может даже гению никакое вдохновение, никакие умозаключения a priori. Чтобы быть хорошим директором этого департамента, необходимо изучить, по крайней мере, существенным основы каждого из вероисповеданий, духовными делами которых он заведует: это исходная точка, это азбука положения. Не могу судить о других частях этого управления; но что касается католицизма, знаю положительно, что Скрипицын был мало сведущ как в основах этого учения, так и в органических и дисциплинарных законах церкви. Отсюда происходили частые столкновения и недоразумения, имевшие иногда важные последствия, и о которых не могло бы быть и речи при лучшем знании дела.
- Граф Дмитрий Толстой (государственный деятель, писатель, церковный историк, тайный советник)[4]:

Уважая в Скрипицыне умного, дельного и вполне Русского человека, верного своим убеждениям, я не буду утверждать, что он обладал специальной учёностью, но не могу согласиться с автором [О. А. Пржецлавским], что он был будто бы образован только эклектически. Все действия его по должности выказывают в нём близкое и глубокое знакомство с своим предметом. Требовать, чтобы директор департамента иноверных исповеданий подробно знал органические и дисциплинарные законы каждого исповедания немыслимо: такое знание могло бы быть разве только поверхностным, а потому не только бесполезным, но даже вредным. Чтобы дельно управлять делами иноверных исповеданий, директор должен знать только Свод Законов Российской Империи. Единственное правило, которым он обязан руководствоваться, должно состоять в терпимости, в той мере, в какой допускает её Свод. Обязанности его состоят в надзоре, так сказать, чисто-прокурорском. Он не входит и не должен входить в разбирательства канонов той или другой церкви. Чтобы ни делала, как бы ни рассуждала компетентная церковная власть, ему до этого нет дела. Он заботится только об одном, чтобы эти действия и рассуждения не противоречили законам государства, в котором они должны проявиться вовне, и не нарушали бы ничьих, ни гражданских, ни междуисповедных прав. И горе директору, который сойдет с этого Фундамента и произвольно станет на почву канонов: любой ксёндз, любой пастор его загоняет!… Я не могу согласиться и с тем, чтобы Скрипицын был вовсе незнаком с «азбукою» своей должности, как это думает г. Пржецлавский. Его знание истории своего ведомства не подлежит сомнению и доказывается трудом его вице-директора, изданным под титулом «Le catholicisme romain en Russie», предпринятым по его инициативе и написанным первоначально под его руководством. Труд этот был только началом целого ряда исторических монографий каждого из вероисповеданий, входящих в круг ведомства департамента, и должен был служить справочным материалом для министерства. Нельзя не согласиться, что такой план, задуманный Скрипицыным, сам по себе уже обличает в нем не только умного, но и вполне образованного человека.

Выше я сказал, что Головинский обвинял Скрипицына в ненависти к Латинской церкви. Такое обвинение, разделяемое многими из его единоверцев, совершенно несправедливо. Скрипицын нисколько не был врагом Римского католицизма, как не был врагом протестантства, или какою иного исповедания. Если в нем проявлялось сколько-нибудь враждебное, по-видимому, направление, то оно было вызываемо не учением Латинской церкви, а её конфессионалом, из которого постоянно истекали революционные начала против России; точно также, как он не сочувствовал прибалтийским пасторам не как духовенству, а как гонителям Православия и всего Русского в своем крае.

## Произведения Скрипицына
- Сведения о убийствах евреями христиан для добывания крови. Составлено тайным советником Скрипицыным (директором департамента иностранных исповеданий), по распоряжению министра внутренних дел, графа Перовского, для представления государю императору Николаю I, наследнику цесаревичу, великим князьям и членам государственного совета. — СПб., 1844.
- «Melanges politiques et religieux» — Paris (в продажу не поступала).
- К истории евреев // «Гражданин». — 1878. — № 23—25. — С. 485—495; № 26. — С. 513—522; № 27—28. — С. 546—556. (Перепечатка издания 1844 года «Сведения о убийствах евреями христиан для добывания крови», составленного Скрипицыным).